# Chair Peak
Chair Peak (englisch für Stuhlspitze) ist ein 1000 m hoher Berg auf der Rongé-Insel vor der Danco-Küste des westantarktischen Grahamlands. Er ragt westlich des Mount Britannia auf.
Die britischen Geologen Maxime Charles Lester (1891–1957) und Thomas Wyatt Bagshawe (1901–1976), die im Zuge der British Imperial Antarctic Expedition (1920–1922) unter der Leitung John Lachlan Copes (1893–1947) zwischen Januar 1921 und Januar 1922 am nahegelegenen Waterboat Point stationiert waren, gaben dem Berg seinen deskriptiven Namen und nutzten ihn als markante Landmarke für ihre geodätische Vermessungsarbeiten.